# Magasinsgatan

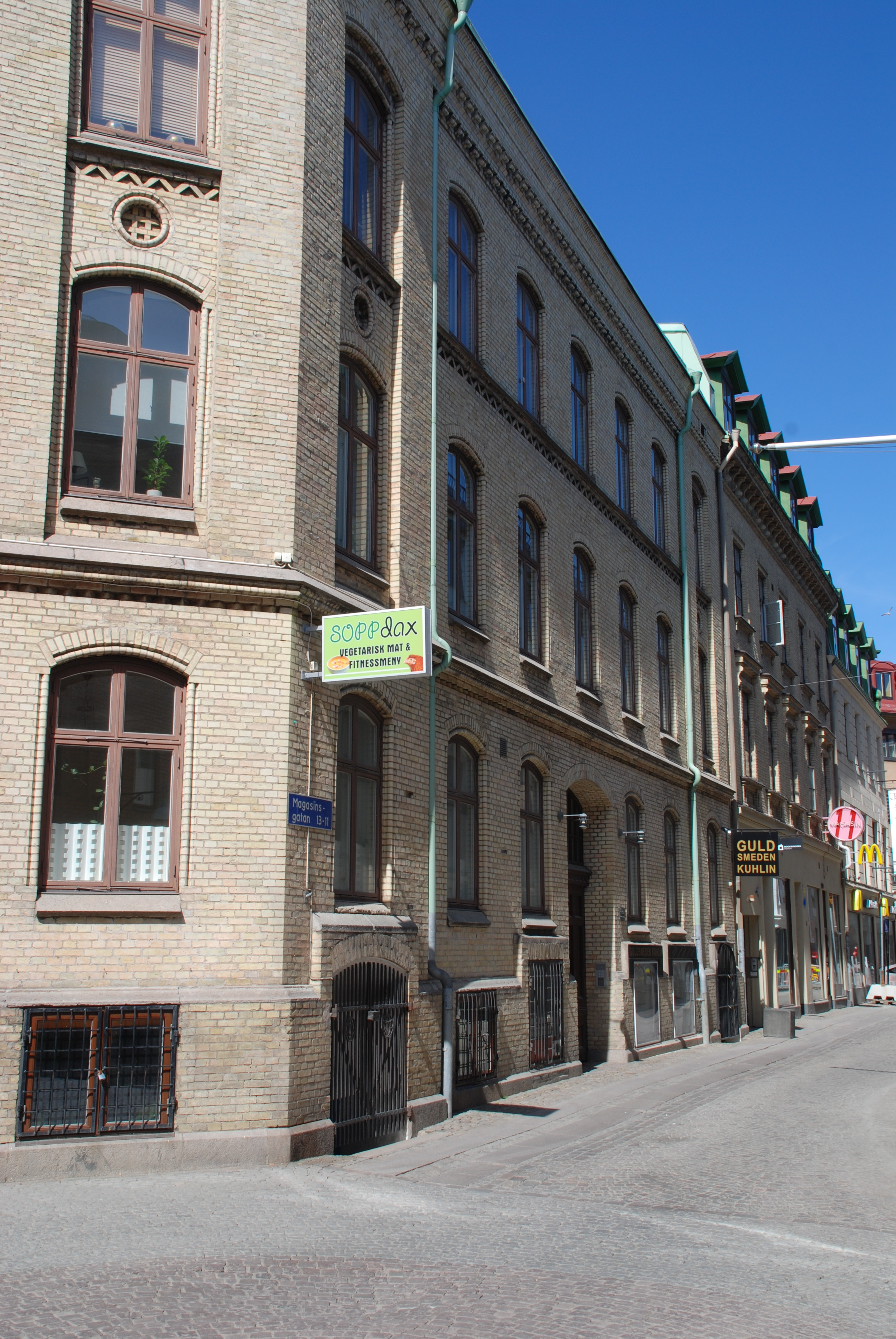
Magasinsgatan vid korsningen med Vallgatan.

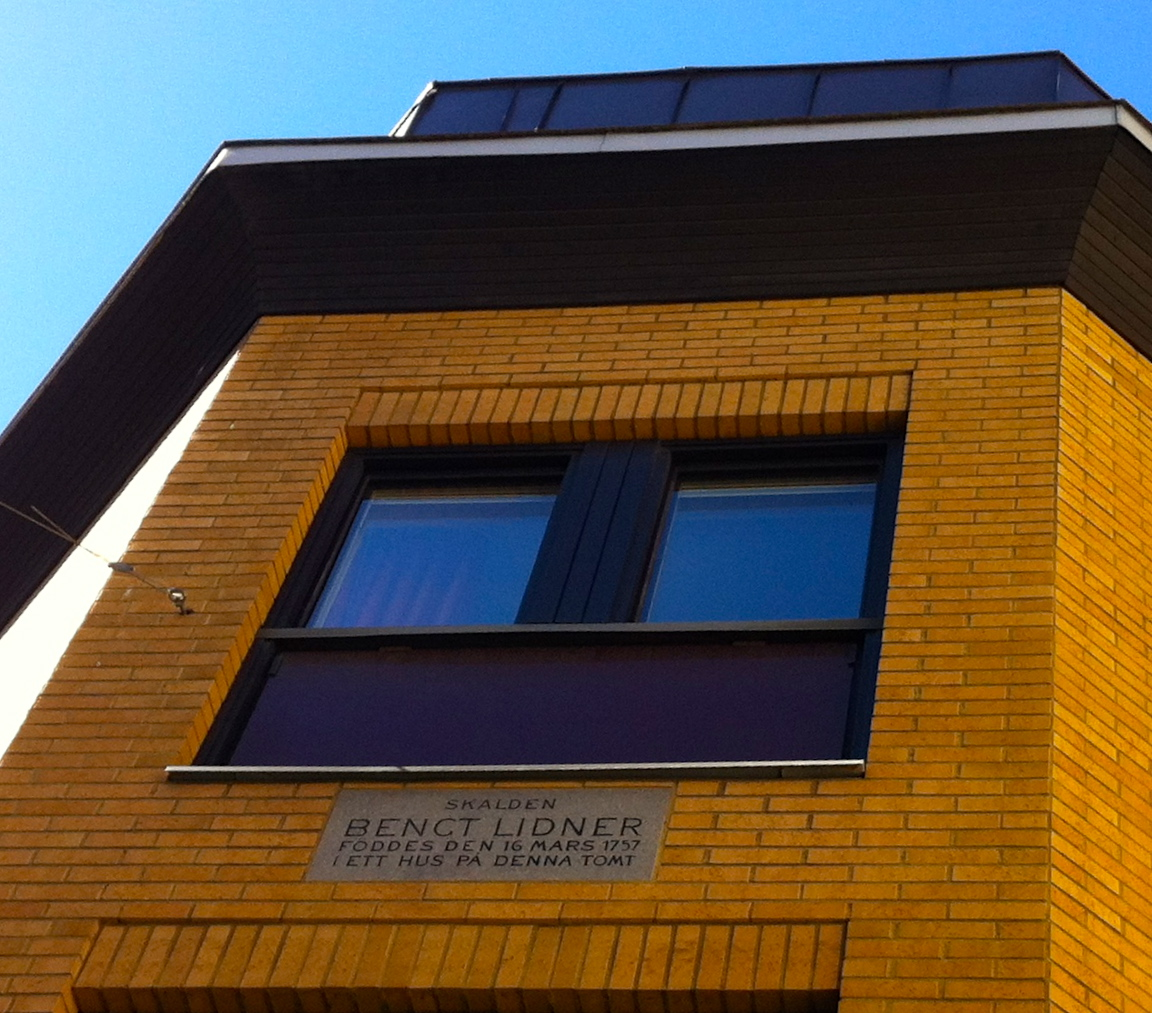
"Skalden Bengt Lidner föddes den 16 mars 1757 i ett hus på denna tomt", text högt uppe på husväggen av Magasinsgatan 7.

Magasinsgatan är en gata i stadsdelen Inom Vallgraven i centrala Göteborg. Den är cirka 475 meter lång, och sträcker sig från Sahlgrensgatan till Lilla Torget.
Gatan fick sitt namn 1666 efter det kronomagasin som låg på platsen i 55:e kvarteret Neptunus. Äldre namn på gatan var Arentsgatan (1621–1639) och Allmenningsgatan.
Namnet Arentsgatan var efter den holländske vallmästaren Jan Aertsen (Johan Arends).
I ett kungligt brev av den 23 november 1866, anges: "att Magasinsgatan skulle utsträckas förbi Allmänna och Sahlgrenska Sjukhuset, med bro öfver Vallgrafskanalen, och vidare öfver Kungsparken, nya Alléen och Hagaheden, med afskiljande af den del af sjukhusets tomt, jemte derå befintliga bastion, som för dylik utsträckning erfordrades."
År 1875 anges att en Öfra Magasinsgatan fanns "från gångbron öfver Vallgrafven till Ulriceberg", vilket borde vara nuvarande Viktoriagatans nedre del.
"Skalden Bengt Lidner föddes den 16 mars 1757 i ett hus på denna tomt", meddelar texten högt uppe på väggen vid Magasinsgatan 7.